# Racine indo-européenne
En linguistique, les racines indo-européennes ont pu être reconstituées par la méthode comparative en étudiant les diverses langues indo-européennes. Elles constituent les bases lexicales des mots. Les racines PIE (proto-indo-européen) ont toujours une signification verbale[précision nécessaire], comme « manger » ou « courir », par opposition aux noms (« un pied »), adjectifs (« rouge »), ou autres parts du discours. Les racines n'apparaissent jamais isolées dans la langue. Des mots complètement fléchis comme les verbes, les noms ou les adjectifs sont formés par l'addition d'autres morphèmes à une racine. En général, une racine suivi d'un suffixe forment un thème, et l'addition d'une terminaison au thème forme un mot.
Par exemple, *bʰéreti, « il porte » peut être divisé ainsi : une racine *bʰer- signifiant « porter », le suffixe *-e- du présent et la terminaison *-ti de la troisième personne du singulier.
Dans sa forme de base, une racine PIE consiste en une voyelle unique, précédée et suivie par des consonnes. Quelques cas mis à part, la racine ne se caractérise que par ses consonnes, tandis que la voyelle peut changer, processus appelé alternance vocalique. Ainsi, la racine sus-mentionnée *bʰer- peut aussi apparaître sous la forme *bʰor-, avec une voyelle longue dans *bʰēr- ou *bʰōr-, ou même sous la forme non-syllabique *bʰr-, selon différents contextes grammaticaux.
Les étymons indo-européens doivent être précédés d'un astérisque, qui indique le caractère supposé et non attesté de la forme. Il existe plusieurs manières de noter les étymons, selon le degré de précision ; par exemple, le mot signifiant « mère » est noté *mātēr ou, plus précisément (et si l'on suit les thèses laryngalistes), *méħ2tēr (ou bien, avec d'autres conventions typographiques, *méH2tēr, *méh2tēr). Cela se constate d'autant mieux avec l'étymon pour « soleil », *séh2-ul, *séħ2-ul, *sāul-, etc.

## Phonotactique

### Structure de base de la racine
Le centre d'une racine PIE est la voyelle d'ablaut (d'ordinaire *e, peut-être parfois *a, dans sa forme de base, le degré plein). Cette voyelle constitue un pic de sonorité qui est précédé et suivi par une séquence de consonnes de sonorité décroissante. En d'autres termes, la sonorité doit diminuer à mesure que l'on s'éloigne de la voyelle d'ablaut.

## Exemples
Voici quelques exemples d'étymons indo-européens reconstitués et de mots dont ils sont l'origine :

### «père»
Indo-européen : *ph₂tér
- sanskrit : « पितृ » (pitr̩)
- breton : « tad »
- grec ancien : « πάτηρ » (pátêr)
- arménien : « հայր » (hayr)
- latin : « pater », d'où, par exemple, pour les langues romanes :
  - espagnol, italien : « padre »
  - français : « père »
  - occitan : « paire »
  - portugais : « pai »
- lituanien : « tėvas »
- persan : « پدر » (pedar/padar)
- proto-germanique : « fader », d'où, par exemple, pour les langues germaniques :
  - allemand : « Vater »
  - anglais : « father »
  - islandais : « faðir »
  - danois : « fader »
  - norvégien : « far »
  - néerlandais : « vader »
  - suédois : « far »
- proto-slave : « otьcь », d'où, par exemple, pour les langues slaves :
  - biélorusse : « бацька » (bats'ka)
  - bulgare : « баща » (bachta)
  - macédonien : « татко » (tatko)
  - polonais : « ojciec » (oïtchets)
  - russe : « отец » (otets)
  - serbe : отaц (otats)
  - croate : otac (otats)

### «mère»
Indo-européen : *méh₂tēr
- sanskrit : « मातृ » (mātr̩)
- breton : « mamm »
- grec ancien : « μήτηρ » (mếtêr) (ou μάτηρ (mátêr) en dorien)
- arménien : « մայր » (mayr)
- latin : « mater », d'où, par exemple, pour les langues romanes : 
  - espagnol, italien : « madre »
  - français : « mère »
  - occitan : « maire »
  - catalan : « mare »
  - portugais : « mãe »
  - roumain : « mamă »
- letton : « māte »
- persan : « مادر » (mādar)
- proto-germanique : « mothær », d'où, par exemple, pour les langues germaniques :
  - allemand : « Mutter »
  - anglais : « mother »
  - danois : « moder »
  - islandais : « móðir »
  - suédois : « mor »
- proto-slave : « mati », d'où, par exemple, pour les langues slaves :
  - biélorusse : « матка » (matka)
  - bulgare : « майка » (maïka)
  - russe : « мать » (mat')
  - slovène : « mati »

### «fils»
Indo-européen : *suhnús
- grec ancien : « υἱός » (huiós)
- lituanien : « sūnus »
- proto-germanique : « sunuz », d'où, par exemple, pour les langues germaniques :
  - allemand : « Sohn »
  - anglais : « son »
  - islandais : « sonur »
  - norvégien : « sønn »
- proto-slave : « synъ », d’où, par exemple, pour les langues slaves :
  - biélorusse : « сын » (syn)
  - macédonien : « син » (sin)
  - slovaque : « syn »

### «fille» (descendante)
Indo-européen : *dʰugh₂tēr
- sanskrit : « दुहितृ » (duhitr̩)
- arménien : « դուստր» (dustr)
- persan : « دختر » (dokhtar)
- grec ancien : « θυγάτηρ » (thugátêr)
- lituanien : « duktė »
- proto-germanique : « duhtēr », d'où, par exemple, pour les langues germaniques :
  - allemand : « Tochter »
  - anglais : « daughter »
  - islandais : « dóttir »
  - danois : « datter »
  - néerlandais : « dochter »
- proto-slave : « dъkti », d'où, par exemple, pour les langues slaves :
  - biélorusse : « дачка » (datchka)
  - macédonien : « ќерка » (kjerka)
  - polonais : « córka »
  - serbie : « ћерка » (ćerka)
  - slovaque : « dcéra »
  - croate : « kćerka »

### «frère»
Indo-européen : *bʰréh₂ter
- sanskrit : « भ्रातृ » (bhrātr̩)
- breton : « breur »
- arménien : « եղբայր » (eghbair̩)
- grec ancien : « φράτηρ » (frátêr)
- latin : « frater », d'où, par exemple, pour les langues romanes :
  - français : « frère »
  - occitan : « fraire »
  - roumain : « frate »
- lituanien : « brolis »
- persan : « برادر » (brādar)
- proto-germanique : « brōþēr », par exemple, d'où, par exemple, pour les langues germaniques :
  - allemand : « Bruder »
  - anglais : « brother »
  - islandais : « bróðir »
  - norvégien : « bror »
- proto-slave : « bratъ », d'où, par exemple, pour les langues slaves :
  - biélorusse : « брат » (brat)
  - polonais : « brat »
  - tchèque : « bratr »

### «sœur»
Indo-européen : *swésōr
- sanskrit : « स्वसर » (svasar)
- breton : « c'hoar »
- latin : « soror », d'où, par exemple, pour les langues romanes : 
  - français : « sœur »
  - occitan : « sòr »
  - italien : « sorella »
  - roumain : « sora »
- lituanien : « sesuo »
- persan : « خواهر » (khwāhar/khāhar)
- proto-germanique : « swistr », d'où, par exemple, pour les langues germaniques :
  - allemand : « Schwester »
  - anglais : « sister »
  - islandais : « systir »
  - néerlandais : « zuster »
  - norvégien : « søster »
- proto-slave : « sestra », d'où, par exemple, pour les langues slaves :
  - biélorusse : « сястра » (siastra)
  - bulgare : « сестра » (sestra)
  - polonais : « siostra » (chostra)
  - slovaque : « sestra »

### «soleil»
Indo-européen : *sóh₂wl̥
- avestique gāthique : « huuarǝ »
- persan : « خاور » (khāvar/khāwar) et « خورشید » (khurshid - anciennement « khwarshid ») - racine khwar
- sanskrit : « सूर » (sūra)
- tokharien B « swāñco » (« rayon de soleil »)
- gotique : « 𐍃𐌰𐌿𐌹𐌻 » (sauil), « 𐍃𐌿𐌽𐌽𐌰 » (sunna)
- vieil anglais : « sunne » ; anglais : « sun »
- vieux haut allemand : « sunna », allemand : « Sonne »
- néerlandais : « zon »
- danois, norvégien, suédois : « sol »
- islandais : « sól »
- grec ancien : 
  - attique : « ἥλιος » (hḗlios)
  - dorien littéraire : « ἀέλιος » (haélios) et « ἅλιος » (hálios)
  - arcadien : « ἀέλιος » (aélios)
  - lesbien : « ἀϜέλιος » (awélios)
- letton : « saule »
- vieux slave : « слъньце » (slǔnǐce)
- biélorusse : « сонца » (sonca)
- russe : « солнце » (solnce)
- polonais : słońce » (souonse)
- slovène : « sonce »
- vieil irlandais : « súil » (« œil »)
- gallois : « haul »
- breton : « heol »
- latin classique : « sōl », d'où, par exemple, pour certaines langues romanes :
  - espagnol, catalan, portugais : « sol »
  - italien : « sole »
  - roumain : « soare »
- bas latin : « *soliculus » pour d'autres :
  - français : « soleil »
  - occitan : « solelh »
- louvite : « seḫuu̯al(a) »

### «cheval»
Indo-européen : *h₁éḱwos
- sanskrit : « अश्व » (aśva)
- gaulois : « epos »
- breton : « ebeul » (désigne le poulain)
- grec ancien : « ἵππος » (híppos)
  - éolien : « ἵκκος » (híkkos)
- latin : « equus »
  - espagnol : « yegua » (désigne la jument)
  - occitan : « èga » (désigne la jument)
- persan : « اَسب » (asb)
- proto-germanique : ehwaz
  - vieil anglais : eoh
  - islandais : hestur

### «taureau, vache»
Indo-européen : *gʷōws
- sanskrit : « गो » (go)
- persan : « گاو » (gāv/gāw)
- breton : « buoc'h »
- grec ancien : « βόυς » (bóus)
- arménien : « կով » (kov)
- latin : « bos »
  - français : « bœuf »
  - occitan : « buòu »
  - catalan : « bou »
- proto-germanique : « kouz », d'où pour les langues germaniques
  - allemand : « Kuh »
  - anglais : « cow »
  - danois : « ko »
  - islandais : « kýr »
  - norvégien : « ku »
  - letton : « govs »

### «loup»
Indo-européen *wĺ̥kʷos
- sanskrit : « वृक » (vr̩ka)
- breton : « bleiz »
- grec ancien : « λύκος » (lúkos)
- latin : « lupus », d'où, par exemple, pour les langues romanes : 
  - espagnol : « lobo »
  - français : « loup »
  - occitan : « lop »
  - catalan : « llop »
  - italien : « lupo »
- lituanien : « vilkas »
- letton : « vilks »
- persan : « گرگ » (gorg)
- proto-germanique : « wulfaz », d'où, par exemple, pour les langues germaniques :
  - norrois : « úlfr »
  - allemand : « Wolf »
  - anglais : « wolf »
  - danois : « ulv »
  - islandais : « úlfur »
  - suédois : « varg »
  - norvégien : « ulv »
- proto-slave : « vьlkъ », d'où, par exemple, pour les langues slaves : 
  - biélorusse : « воўк » (vowk)
  - russe : « волк » (volk)
  - bulgare : « вълк » (vălk)
  - macédonien : « волк » (volk)
  - polonais : « wilk »
  - serbe : « вук » (vuk)

### «voir»
Indo-européen : *weyd-
- weid-
  - germanique witan « s'occuper de, garder »
    - italien ou provençal guida ; italien guidon « étendard »
      - GUIDE, GUIDON

  - persan دیدن didan « voir » - racine did
- weid-to-
  - germanique wissaz → germanique wisson- « apparence, forme, manière »
    - francique wisa
      - GUISE

  - latin visus, visa, visum « vu » → visere
    - VUE, VISA, VISAGE, VISER
- weid-es-
  - grec eidos « forme » → eidôlon « image », eidullion « petit poème lyrique »
    - KALÉIDOSCOPE, IDOLE, IDYLLE
- wid-e-
  - latin videre « voir »
    - VOIR
- wid-es-ya-
  - grec idea « apparence, forme »
    - IDÉE
- wid-tor-
  - grec histôr, historos « sage, instruit » → historia
    - HISTOIRE
- woid-
  - grec oida « je sais »
- wi-n-d-o-
  - gallois gwyn « clairement visible, blanc »
    - anglais penguin « manchot »
      - PINGOUIN
- wid-
  - celtique wid- « voyant » → druwid- « voyant puissant »
    - latin druides
      - DRUIDE

### «pousser»
Indo-européen : *h2eǵ-
- h2eg-
  - sanskrit : अज् (ajati) « mener, pousser, conduire »
  - latin agere « faire avancer »
    - AGIR

  - grec agô « je conduis » → agôgeus, agôgeôs « le conducteur » + agôgia, agôgias « l'action de conduire »
    - -AGOGUE, -AGOGIE → Démagogue/Démagogie, Pédagogue/Pédagogie…
- h2eg-t-
  - latin actus « fait avancer »
    - ACTION, ACTEUR
- h2eg-er-
  - latin ager « champ »
    - AGRICOLE, AGRICULTURE, AGRICULTEUR

  - germanique akraz « champ »
  - islandais akur « champ »
    - ACRE
- h2eg-et-
  - latin agitare « agiter »
    - AGITER, AGITATION, AGITATEUR
- kʷo-h2eg-et-
  - latin cogitare « penser »
    - COGITER
- ex-h2eg-
  - latin exigere « chasser, exiger, mesurer »
    - EXIGER, EXAMEN, EXACT, EXACTION
- ex-h2eg-w-
  - latin exiguus « étroit »
    - EXIGU

### «navire»
Indo-européen : *nau-
- nāw-
  - sanskrit : नौ (nau) « bateau, navire, barque »
  - arménien : նավ (nav) « bateau, navire, barque »
  - latin navis « navire »
    - NAVIRE, NEF

  - grec ancien ναῦς « navire »
    - NAUSÉE, NOISE, NOISETTE (petit bateau)
- nāw-h2eg-
  - latin navigare « naviguer »
    - NAVIGUER, NAVIGATION, NAVIGATEUR, NAGER, NATATION
- nāw-t-
  - latin nauta « matelot »
    - NAUTIQUE
- nāw-bhr-g-
  - latin naufragium « naufrage »
    - NAUFRAGE

### «mouvement»
Indo-européen : *ki-
- latin ciere « faire bouger, faire venir à soi » et incitare « faire bouger, inciter »
  - INCITER, EXCITER, CITER, RÉCITER, RESSUSCITER, SOLLICITER
- grec kinêsis et kinêma « mouvement »
  - KINÉSITHÉRAPIE, CINÉMA

### «parole»
Indo-européen : *bhh2-[réf. non conforme]
- sanskrit : भाष् (bhāṣ) « parler, raconter, dire »
- latin fari « parler »
  - FABLE, FABULEUX, PRÉFACE
- latin infans « celui qui ne parle pas » (avant sept ans), 
  - INFANTILE, ENFANT
- latin fama « réputation »
  - FAMEUX, INFÂME
    - anglais fame « réputation »
- latin fatum « ce qui a été dit, le destin »
  - anglais fate « destin »
- latin fatalis « mort »
  - FATAL, FATALITÉ
- grec phasis « parole »
  - APHASIE
- grec pharugx « gorge »
  - PHARYNX, PHARYNGITE
- grec prophêtês « porte-parole, prophète »
  - PROPHÈTE
- grec phonê « voix »
  - PHONÉTIQUE, TÉLÉPHONE, APHONE, ALLOPHONE
- grec phagein « dévorer »
  - AÉROPHAGE, ANTHROPOPHAGE, COPROPHAGE, MALLOPHAGE, MICROPHAGE, NÉCROPHAGE, ŒSOPHAGE, POLYPHAGE, SAPROPHAGE, SARCOPHAGE.

### «se mettre debout»
Indo-européen : *steh₂-
- sanskrit : स्था (sthā) « se tenir debout »
- persan : ایستادن (verbe : istādan) « se tenir debout » - radical « ایست » (ist)
- latin stāre « être debout »
  - (IL) ÉTAIT, ÉTAT, ÉTABLIR, ESTER
    - anglais : state « état, établir (un fait) »
    - espagnol : estar « être »
- latin statio « position, être de garde »
  - STATION, STATUE
- proto-slave *stati « se tenir debout »
  - russe vstat' (встать) « se lever »
  - bulgare stoja « je me tiens debout »
  - lituanien : statyti « mettre, placer »
- proto-germanique *stó- « se tenir debout »
  - vieux haut-allemand stan « se tenir debout »
  - vieux Norrois standa « se tenir debout »
  - anglais : stand « se tenir debout », stay « rester »
  - germanique : stehen « se tenir debout »
  - islandais : standa « se tenir debout »
  - norvégien : stå « se tenir debout »
- grec ἵστημι (histêmi) « je place, j'établis »

### «césure»
Indo-européen : *tm-[réf. nécessaire]
- latin templum « espace sacré découpé dans le ciel (à l'aide des auspices), temple »
  - TEMPLE
- latin tempus  « temps, coupure des jours en plusieurs parties »
- grec tmêsis « couper »
  - TMÈSE, TOME, LOBOTOMIE (et toute opération chirurgicale ayant la même terminaison)